# Gehyra versicolor
Espèce
Gehyra versicolor est une espèce de geckos de la famille des Gekkonidae.

## Répartition
Cette espèce est endémique d'Australie. Elle se rencontre au Queensland, en Nouvelle-Galles du Sud, au Victoria, en Australie-Méridionale et au Territoire du Nord.

## Publication originale
- Hutchinson, Sistrom, Donnellan & Hutchinson, 2014 : Taxonomic revision of the Australian arid zone lizards Gehyra variegata and G. montium (Squamata, Gekkonidae) with description of three new species. Zootaxa, no 3814 (2), p. 221–241 (texte intégral).

## Sources
- (en) Reptarium Reptile Database : Gehyra versicolor Hutchinson, Sistrom, Donnellan & Hutchinson, 2014 (consulté le 10 septembre 2014)